# Рибак Іван Васильович
Іва́н Васи́льович Риба́к (1 січня 1951, село Зіньків Віньковецького району Хмельницької області — 21 квітня 2017, м. Кам'янець-Подільський Хмельницької області) — український історик, краєзнавець. Кандидат історичних наук. Професор кафедри історії Східної Європи та археології Кам'янець-Подільського університету. Член-кореспондент Української академії історичних наук (обрано 16 червня 2000 року).

## Біографія
Закінчив історичний факультет Кам'янець-Подільського педагогічного інституту (навчався у 1968—1972 роках; був комсоргом групи, Ленінським стипендіатом). Учителював у Вінницькій області. Після служби в армії працював учителем у Віньковецькому районі, в райкомі та обкомі ЛКСМУ, з 1980 року працює на історичному факультеті Кам'янець-Подільського педагогічного інституту (нині — Кам'янець-Подільський національний університет).
Кандидатську дисертацію «Селянські комітети (товариства) взаємодопомоги України (1921—1932)» захистив в Інституті історії АН України (науковий керівник Микола Березовчук).
Автор навчальних посібників «Історія радянського суспільства» (дві частини, 1998), «Наш край в історії України» (2007), монографій «Зіньків в історії Поділля» (Кам'янець-Подільський, 1995), «Соціальна інфраструктура українського села: зміни, труднощі, проблеми; 20-ті — початок 90-х років ХХ століття» (Київ, 1997).
Співавтор статті про Кам'янець-Подільський в Енциклопедії історії України.